# FIRA Nations Cup 1969-70
La FIRA Nations Cup de la temporada 1969-70  fue la 5° edición con esta denominación y la 10° temporada del segundo torneo en importancia de rugby en Europa, luego del Torneo de las Seis Naciones.

## FIRA Nations Cup
| Lugar | Selección      | Partidos | Partidos | Partidos  | Partidos | Puntos  | Puntos    | Puntos | Tabla de puntos |
| Lugar | Selección      | Jugados  | Ganados  | Empatados | Perdidos | A favor | En contra | dif.   | Tabla de puntos |
| ----- | -------------- | -------- | -------- | --------- | -------- | ------- | --------- | ------ | --------------- |
| 1     | Francia        | 3        | 3        | 0         | 0        | 89      | 23        | 66     | 9               |
| 2     | Rumania        | 3        | 2        | 0         | 1        | 65      | 23        | 42     | 7               |
| 3     | Italia         | 3        | 1        | 0         | 2        | 22      | 39        | -17    | 5               |
| 4     | Checoslovaquia | 3        | 0        | 0         | 3        | 15      | 106       | -91    | 3               |

| Bandera de Francia |
| Campeón Francia    |
| Noveno título      |

## Segunda División

### Grupo A
| Lugar | Selección  | Partidos | Partidos | Partidos  | Partidos | Puntos  | Puntos    | Puntos | Tabla de puntos |
| Lugar | Selección  | Jugados  | Ganados  | Empatados | Perdidos | A favor | En contra | dif.   | Tabla de puntos |
| ----- | ---------- | -------- | -------- | --------- | -------- | ------- | --------- | ------ | --------------- |
| 1     | España     | 2        | 2        | 0         | 0        | 42      | 5         | 37     | 6               |
| 2     | Yugoslavia | 2        | 1        | 0         | 1        | 46      | 15        | 31     | 4               |
| 3     | Polonia    | 2        | 0        | 0         | 2        | 3       | 71        | -68    | 2               |

### Grupo B
| Lugar | Selección    | Partidos | Partidos | Partidos  | Partidos | Puntos  | Puntos    | Puntos | Tabla de puntos |
| Lugar | Selección    | Jugados  | Ganados  | Empatados | Perdidos | A favor | En contra | dif.   | Tabla de puntos |
| ----- | ------------ | -------- | -------- | --------- | -------- | ------- | --------- | ------ | --------------- |
| 1     | Marruecos    | 2        | 2        | 0         | 0        | 32      | 16        | 16     | 6               |
| 2     | Portugal     | 2        | 0        | 1         | 1        | 17      | 18        | -1     | 3               |
| 3     | Países Bajos | 2        | 0        | 1         | 1        | 17      | 32        | -15    | 3               |

### Final
| 10 de mayo de 1970 | Marruecos | 11 - 8 | España |  |  |

| Bandera de Marruecos |
| Campeón Marruecos    |
| Primer título        |